# Jørgen Gaarskjær
Jørgen Gaarskjær (født 8. marts 1935, død 27. maj 2023) var en dansk håndboldspiller og -træner, der blandt andet trænede det danske herrehåndboldlandshold i begyndelsen af 1970'erne. Han var desuden forstander for Idrætshøjskolen i Aarhus i en årrække.
Gaarskjær var træner for AGF og Skovbakken. Som landstræner stod han i spidsen for det danske hold ved OL 1972 og 1976.
Han har skrevet bogen Træningsbogen i håndbold: "træn rigtigt" (1975).